# Во плоти
«Во плоти» (англ. In the Flesh) — британский телесериал, выходивший на канале BBC Three с 17 марта 2013 года по 8 июня 2014 года.
В январе 2015 года BBC Three заявили, что третий сезон они снимать не планируют.

## Сюжет
Кирен Уокер (Люк Ньюберри) — бывший зомби, человек, страдающий синдромом частичной смерти. В числе прочих покойников он ожил и превратился в ходячего мертвеца, а затем был помещён в больницу. Там его подлечили, снабдили косметикой для маскировки признаков разложения и отправили домой, к семье. Родные Кирена проживают в городке Роартон, где ещё слышны отголоски страшной битвы с восставшими мертвецами, и большинство горожан не готовы принять вчерашних лютых врагов. Городские окрестности патрулируются добровольцами, которые отстреливают найденных зомби или отлавливают их ради наживы, а местный пастор настраивает доверчивых людей против «частично мёртвых». Он утверждает, что бывших зомби не бывает, и вернувшиеся с того света, как бы хорошо они себя не вели, должны быть уничтожены…

## В ролях
- Люк Ньюберри — Кирен Уокер,[3] главный герой сериала, один из бывших зомби, который возвращается в дом своих родителей после реабилитации. Депрессия из-за потери лучшего друга и романтического интереса заставила восемнадцатилетнего Кирена покончить жизнь самоубийством. После возвращения он чувствует вину за совершенное, а также за убийства, которые он совершал в бешеном состоянии. Позднее начинает отношения с Саймоном Монро.
- Эмили Беван — Эми Дайер, умерла от лейкемии в возрасте 21 года, впоследствии став зомби. Дружит с Киреном и пытается убедить его, что их состояние — это дар. Не чувствует вины за убийства, совершенные в бешеном состоянии, утверждая, что «большинство людей живут в ожидании смерти». Во втором сезоне частично оживает, из-за чего была убита Максин Мартин, которая получила сведения, что Эми возможно была первой личностью, которая вернулась к жизни.
- Харриет Кейнс — Джемми «Джем» Уокер, сестра Кирена и член местного ополчения. Неохотно принимает возвращение Кирена, хотя продолжает его опекать. Трудно переживала его смерть, так как они были очень близки.
- Мари Критчли — Сью Уокер, мать Кирена и Джемми.
- Стив Купер — Стив Уокер, отец Кирена и Джемми.
- Эмметт Скэнлэн — Саймон Монро, первая нежить, на которую лечение «нейротриптином» оказало какое-либо действие. После того, как его успех привел к успешной разработке препарата, он стал одним из самых первых людей, которые были реабилитированы. В бешеном состоянии убил свою мать, из-за чего после возвращения отец не принял его. Прибывает в Роартон для поиска «первого воскресшего», где поддерживает отношения с Эми. Во втором сезоне у Саймона появляются чувства к Кирену, благодаря которым он ставит благополучие Кирена выше своих желаний.
- Стивен Томпсон — советник Филип Уилсон, который позже попадает в беду, когда он объявляет о своей романтической привязанности к девушке с СЧС, и, как следствие, значительно уменьшает его шансы подняться по политической лестнице. Позже он раскрывает свои чувства к Эми Дайер и они впоследствии начинают отношения.
- Вунми Моссаку — Максин Мартин, почётный член парламента города Роартон. Как и члены ее партии, она не считает, что бывшие зомби являются настоящими людьми, и с большим удовольствием проводит новую агрессивную политику правительства, в рамках которой больных считают «гражданами второго сорта». Она тайно изучала мифологию «Пророка Нежити» и увлеклась идеей «Второго Восстания». Услышав пророчества «ULA», она охотится за «Первым Воскресшим» в надежде убить его или ее и вызвать Второе восстание, которое вернет к жизни ее брата, который умер в детстве.
- Кевин Саттон — Гэри Кендалл, второй командир, а затем командир «HVF» в Роартон после смерти Билла Мэйси. Встречался с Джейми Уокер, но после предательства, из-за которого пострадал её брат, она разрывает отношения.
- Рикки Томлинсон — Кен Бертон, местного жителя, который, кажется, изначально не любит бывших зомби, но это оказывается лишь фасадом, частью его тщетной попытки скрыть тот факт, что его жена одна из них. Его неспособность скрыть это в конечном итоге приводит к ее смерти от рук Билла Мэйси. В начале второго сезона он был убит в поезде.
- Стив Эветс — Билл Мэйси, глава HVF. Он отец Рика и муж Джанет. Билл узнал о романтических отношениях своего сына с Киреном и заставил его пойти в армию, чтобы разделить их. Билл был косвенно ответственен за смерть Рика и Кирана. Во время «Бледных войн» он уничтожил множество «гнильщиков», но когда его сын вернулся, он не может принять это и относится к нему так, как будто он еще жив. Билл вынужден противостоять своим чувствам из-за того, что послал сына на смерть, однополого романа сына и его возвращения.
- Карен Хентхорн — Джанет Мэйси, жены Билла и матери Рика. Она очень рада возвращению Рика и пытается убедить своего мужа, что у сына действительно СЧС и что его возвращение, хотя и далеко от идеала, является благословением.
- Дэвид Уолмсли — Рик Мэйси, лучший друг и романтический интерес Кирена, молодой солдат, который был убит во время боевых действий в Афганистане и чье реанимированное тело было обнаружено армией относительно недавно (бродил по Афганистану). Его возвращение стало неожиданностью как для Кирана, так и для его матери и отца; его отец, экстремист, выступающий против людей с СЧС.
- Кеннет Крэнем — Викар Одди (4 эпизода)
- Фрэнсис Мэджи — Йен Монро (2 эпизода)
- Линзи Коккер — Хэйли (1 эпизод)

## Эпизоды

### Сезон 1 (2013)
| № общий | № в сезоне | Название               | Режиссёр        | Автор сценария  | Дата премьеры | Зрители в США (млн) |
| ------- | ---------- | ---------------------- | --------------- | --------------- | ------------- | ------------------- |
| 1       | 1          | «Эпизод 1» «Episode 1» | Джонни Кэмпбелл | Доминик Митчелл | 17 марта 2013 | 668,000             |
| 2       | 2          | «Эпизод 2» «Episode 2» | Джонни Кэмпбелл | Доминик Митчелл | 24 марта 2013 | 392,000             |
| 3       | 3          | «Эпизод 3» «Episode 3» | Джонни Кэмпбелл | Доминик Митчелл | 31 марта 2013 | 525,000             |

### Сезон 2 (2014)
| № общий | № в сезоне | Название               | Режиссёр      | Автор сценария              | Дата премьеры | Зрители в США (млн) |
| ------- | ---------- | ---------------------- | ------------- | --------------------------- | ------------- | ------------------- |
| 4       | 1          | «Эпизод 1» «Episode 1» | Джим О’Хенлон | Доминик Митчелл             | 4 мая 2014    | 364,000             |
| 5       | 2          | «Эпизод 2» «Episode 2» | Джим О’Хенлон | Доминик Митчелл             | 11 мая 2014   | 297,000             |
| 6       | 3          | «Эпизод 3» «Episode 3» | Деймон Томас  | Финтан Райан и Джон Джексон | 18 мая 2014   | 367,000             |
| 7       | 4          | «Эпизод 4» «Episode 4» | Деймон Томас  | Финтан Райан                | 25 мая 2014   | 112,000             |
| 8       | 5          | «Эпизод 5» «Episode 5» | Элис Тротон   | Доминик Митчелл             | 1 июня 2014   | 260,000             |
| 9       | 6          | «Эпизод 6» «Episode 6» | Элис Тротон   | Доминик Митчелл             | 8 июня 2014   | 299,000             |

## Награды и номинации
- 2013 — премия «Royal Television Society» в категории «Лучший свет, фотография и операторская работа — Драма».
- 2014 — премия «British Academy Television Awards» в категории «Лучший мини-сериал» и номинация на премию в категории «Лучший актёр» (Люк Ньюберри).[12]
- 2014 — премия «Broadcast Awards» в категории «Лучший сценарий» и номинация на премию в категории «Лучший драматический сериал».

## Отзывы
Сериал получил положительные отзывы кинокритиков. На сайте Rotten Tomatoes у первого сезона 93 % положительных рецензий из 15, у второго сезона 100 % положительных рецензий из 6. На Metacritic — у первого сезона 76 баллов из 100 на основе 14 рецензий, у второго сезона 87 баллов из 100 на основе 5 рецензий.